# Lijst van films met de Wilhelmschreeuw
Hieronder staat een lijst van films en andere media die de Wilhelmschreeuw gebruiken. Dit geluidseffect wordt regelmatig gebruikt door Skywalker Sound (met name door Ben Burtt, die er ook de naam aan gaf) en door Weddington Sound (met name door Richard L. Anderson).

## Filmseries en vervolgen
- Star Wars, The Empire Strikes Back, Return of the Jedi, The Phantom Menace, Attack of the Clones, Revenge of the Sith
- Raiders of the Lost Ark, Indiana Jones and the Temple of Doom, Indiana Jones and the Last Crusade
- Star Trek: The Motion Picture (1979) (Special Edition)
- The Lord of the Rings: The Two Towers (2002) en The Return of the King (2003)
- More American Graffiti (1979), het vervolg op American Graffiti (1973)
- Gremlins 2: The New Batch (1990), het vervolg op Gremlins (1984)
- Batman Returns (1992)
- Die Hard 3: With a Vengeance (1995)
- Lethal Weapon 4 (1998)
- American Dad!, aflevering "Rodger Coger" (wanneer er buiten beeld een granaat wordt gegooid)
- Huisje, Boompje, Beestje, bij de titelsong wanneer Raaf langs de vogels gaan en geraakt wordt door een donderbliksem

## 1950-1959
- Distant Drums (1951) (het eerste gebruik van het fragment. Gebruikt wanneer een persoon door een alligator wordt opgegeten en wanneer drie indianen worden neergeschoten)
- Charge at Feather River (1953) (de schreeuw wordt gedaan door het personage Wilhelm, en ook door andere personages)
- The Command (wanneer een indiaan wordt neergeschoten)
- Them! (1954)
- A Star Is Born (versie uit 1954 met Judy Garland)
- In the Land of the Pharaohs (1955) (de schreeuw komt uit een krokodil die net een man heeft opgegeten)
- The Sea Chase
- Helen of Troy (1956)

## 1960-1969
- Sergeant Rutledge (1960)
- PT 109 (1963)
- Harper
- The Green Berets (1968)
- The Wild Bunch (1969) (een lid van de Bunch wordt in het gezicht geschoten tijdens de openingsscène)

## 1970-1979
- Chisum
- Impasse
- The Scarlet Blade
- Hollywood Boulevard
- Star Wars

## 1980-1989
- The Big Brawl
- Swamp Thing
- Poltergeist
- Howard the Duck
- Spaceballs (1987)
- Willow (1988)
- Always
- Three Fugitives

## 1990-1999
- Legion of Iron
- Belle en het Beest (1991)
- Cabin Boy
- Mom and Dad Save the World
- Aladdin (1992)
- Reservoir Dogs (1992)
- Matinee
- Evening Class
- A Goofy Movie (1995)
- Toy Story (1995)
- Dante's Peak (1997)
- Hercules (1997)
- The Fifth Element (1997)
- Titanic (1997)
- Small Soldiers (1998)
- Broken Arrow (1996)
- Family Guy (1999), animatie

## 2000-2009
- Thirteen Days
- The Kid (2000)
- Just Visiting
- Tomcats
- Osmosis Jones
- Planet of the Apes (2001)
- The Majestic
- Wet Hot American Summer
- Life or Something Like It
- The Salton Sea
- Spider-Man (2002)
- Scorched
- Confessions of a Dangerous Mind (2002)
- Kill Bill (2003)
- Under the Tuscan Sun
- Hellboy
- The Lord of the Rings: The Two Towers (2002)
- The Lord of the Rings: The Return of the King (2003)
- Looney Tunes: Back in Action
- Team America: World Police
- Harold & Kumar Go to White Castle
- Sky Captain and the World of Tomorrow (2004)
- I, Robot (2004)
- Sin City (2005)
- Kingdom of Heaven (2005)
- King Kong (2005)
- Star Wars: Clone Wars
- Æon Flux (2005)
- Star Wars: Episode III: Revenge of the Sith (2005)
- Het Schnitzelparadijs (2005)
- Lifted (2006)
- The Real Action Heroes (2007)
- Oorlogswinter (2008)
- Monsters vs. Aliens (2009)
- Inglourious Basterds  (2009)
- Knowing (2009)
- Watchmen (2009)

## 2010-heden
- Despicable Me (2010)
- The Hobbit: An Unexpected Journey (2012)
- The Hunger Games (2012)
- Captain America: The First Avenger (2012)
- Django Unchained (2012)
- Man of Steel (2013)
- Despicable Me 2 (2013)
- The Hobbit: The Desolation of Smaug (2013)
- Kenau (2014)
- Into the Storm (2014)
- Star Wars: The Force Awakens (2015)
- Sing (2016)
- Avengers: Infinity War (2018)
- Maze Runner: The Death Cure  (2018)
- Venom (2018)
- Once Upon a Time in Hollywood  (2019)
- The Forever Purge (2021)

## Computerspellen
In het in 1998 populaire spel StarCraft had elk gebouw een eigen geluidseffect. Een van deze gebouwen, waar eenheden werden gefabriceerd om andere eenheden te verbranden, had een geluidseffect waarin de Wilhelmschreeuw was opgenomen. Ook in het racespel Test Drive Unlimited 2 is de Wilhelmscream te horen. Ook in Assassins Creed III is het te horen. Net zoals in de films is de schreeuw in Star Wars: Battlefront 2 te horen.